# Malasaurus
Malasaurus is een geslacht van uitgestorven therocephalide therapsiden dat tijdens het Perm leefde in Rusland. 
De typesoort Malasaurus germanus werd in 2001 benoemd door Tatarinow. De geslachtsnaam is afgeleid van het Latijn mala, "kaak". De soortaanduiding betekent "verbonden" in het Latijn.
Het holotype is PIN 1538/38, een linkeronderkaak gevonden bij Purli.